# Premio Fausto Ricci
Il premio Fausto Ricci è un premio internazionale di canto lirico, intitolato al baritono italiano Fausto Ricci, ideato da Giuliano Nisi, che si svolge a Viterbo dal 2013 al Teatro dell'Unione. Ha avuto tra i membri delle commissioni importanti nomi del mondo della lirica quali Fiorenza Cossotto, Desirée Rancatore, Fiorenza Cedolins, Luciana Serra, Alfonso Antoniozzi, José Carreras e Rajna Kabaivanska, nonché direttori e casting manager di importanti teatri d'opera italiani ed europei.
Il concorso è organizzato dall'Associazione XXI Secolo. La direzione artistica è affidata al M. Fabrizio Bastianini.

## Edizioni e vincitori

### I edizione (2013)
Giuria
- (Presidente) Fiorenza Cossotto, mezzosoprano
- Virginia de Notaristefani, soprano
- Alfonso Antoniozzi, baritono
- Fabrizio Bastianini, direttore d'orchestra, compositore
- Anna Maria Achilli, drammaturga, attrice, regista, coreografa

| Cantante            | Registro | Nazione       | Premio                         |
| ------------------- | -------- | ------------- | ------------------------------ |
| Han Sebeom          | Tenore   | Corea del Sud | Primo premio                   |
| Federica Lombardi   | Soprano  | Italia        | Secondo premio                 |
| Martina Chiossi     | Soprano  | Italia        | Terzo premio                   |
| Mariangela Rossetti | Soprano  | Italia        | Premio miglior interpretazione |

### II edizione (2014)
Giuria
- (Presidente) Romualdo Savastano, direttore dell'Accademia lirica Art Musica di Roma
- Annamaria Achilli, attrice e drammaturga
- Barbara Aniello, musicologa e violoncellista
- Virginia De Notaristefani, soprano
- Fabrizio Bastianini, compositore e direttore d'orchestra
- Mariachiara Camponeschi, soprano
- Antonio Poli, tenore

| Cantante              | Registro     | Nazione       | Premio                           |
| --------------------- | ------------ | ------------- | -------------------------------- |
| Vadim Vakarjuk        | Tenore       | Russia        | Primo premio (ex aequo)          |
| Alessandro Fiocchetti | Tenore       | Italia        | Primo premio (ex aequo)          |
| Shin Sunghee          | Mezzosoprano | Corea del Sud | Secondo premio                   |
| Mariangela Rossetti   | Soprano      | Italia        | Terzo premio                     |
| Kim Eun Kon           | Baritono     | Corea del Sud | Premio miglior interpretazione   |
| Alessandro Fiocchetti | Tenore       | Italia        | Premio speciale Città di Viterbo |

### III edizione (2015)
Giuria
- (Presidente) Gianni Tangucci, direttore Accademia dell'Opera di Firenze
- Fabrizio Bastianini, direttore d'orchestra, compositore, coordinatore artistico della Scuola Musicale di Viterbo
- Andrea Concetti, basso
- Alessandro Di Gloria, casting manager e assistente del direttore musicale al Teatro Massimo di Palermo
- Antonio Poli, tenore
- Romualdo Savastano, baritono, fondatore Accademia Art Musica di Roma

Comitato d'onore
- Presidente: Barbara Aniello, musicologa e violoncellista
- Maria Chiara Camponeschi, soprano, fondatrice dell'Associazione Le Ali di Beatrice di Bellinzona
- Serena Marchi, Agenzia Atelier Musicale

Categoria A
| Cantante              | Registro | Nazione | Premio         |
| --------------------- | -------- | ------- | -------------- |
| Jiangmin Kong         | Tenore   | Cina    | Primo premio   |
| Alessandro Fiocchetti | Tenore   | Italia  | Secondo premio |
| Mariangela Rossetti   | Soprano  | Italia  | Terzo premio   |

Categoria B
| Cantante      | Registro     | Nazione |
| ------------- | ------------ | ------- |
| Luciana Pansa | Mezzosoprano | Italia  |

### IV edizione (2016)
Giuria
- (Presidente) Alfonso Antoniozzi
- Antonio Poli, tenore
- Boris Ignatov, direttore artistico e capo dell'ufficio produzione del Ruhrtriennale
- Fabrizio Bastianini, direttore d'orchestra e compositore, direttore artistico della manifestazione
- Romualdo Savastano, baritono e didatta
- Barbara Aniello, musicologa, violoncellista e storica dell'arte
- Maria Chiara Camponeschi, soprano
- Tali Calderon, Agenzia Stage Door

Categoria A
| Cantante                | Registro     | Nazione       | Premio         |
| ----------------------- | ------------ | ------------- | -------------- |
| Francesca Maria Cucuzza | Mezzosoprano | Italia        | Primo premio   |
| Bora Han                | Soprano      | Corea del Sud | Secondo premio |
| Matteo Roma             | Tenore       | Italia        | Terzo premio   |

Categoria B
- Non assegnato

### V Edizione (2017)
Giuria
- (Presidente) Desiré Rancatore
- Barbara Aniello, musicologa, violoncellista e storica dell'arte
- Fabrizio Bastianini,  direttore d'orchestra e compositore, direttore artistico della manifestazione
- Maria Chiara Camponeschi, soprano
- Salvatore Cordella, tenore
- Boris Ignatov, direttore artistico e capo dell'ufficio produzione del Ruhrtriennale
- Marcello Nardis,  pianista e tenore
- Romualdo Savastano, baritono e didatta

Categoria A
| Cantante         | Registro     | Nazione       | Premio         |
| ---------------- | ------------ | ------------- | -------------- |
| Adelaide Minnone | Mezzosoprano | Italia        | Primo premio   |
| Sora Kwon        | Soprano      | Corea del Sud | Secondo premio |
| Jeonghyeok Seo   | Baritono     | Corea del Sud | Terzo premio   |

Categoria B
| Cantante        | Registro | Nazione       |
| --------------- | -------- | ------------- |
| Byeongryong Lee | Tenore   | Corea del Sud |

Premio "Germoglio d'arte"
| Cantante      | Registro | Nazione |
| ------------- | -------- | ------- |
| Desirée Giove | Soprano  | Italia  |

### VI edizione (2018)
Giuria
- (Presidente) Luciana Serra
- Francesco Andolfi, direttore area artistica e di programmazione del Teatro San Carlo di Napoli
- Barbara Aniello, musicologa
- Fabrizio Bastianini, compositore e direttore d'orchestra
- Renato Bonajuto, segretario artistico/casting manager Teatro Coccia di Novara
- Massimo Bonelli, regista teatrale
- Marta Calcaterra, soprano
- Maria Chiara Camponeschi, soprano
- Salvatore Cordella, tenore
- Andrea Merli, critico musicale
- Romualdo Savastano, maestro di tecnica vocale
- Gianni Tangucci, coordinatore artistico Accademia Maggio Musicale Fiorentino

Categoria A
| Cantante             | Registro     | Nazione | Premio         |
| -------------------- | ------------ | ------- | -------------- |
| Giulia Mazzola       | Soprano      | Italia  | Primo premio   |
| Isidora Spassitch    | Mezzosoprano | Serbia  | Secondo premio |
| Carmen Buendía Rueda | Soprano      | Spagna  | Terzo premio   |

Categoria Ruoli d'opera
| Cantante            | Registro | Nazione | Ruolo    |
| ------------------- | -------- | ------- | -------- |
| Mariagrazia De Luca | Soprano  | Italia  | Lola     |
| Courtney Mills      | Soprano  | USA     | Santuzza |

Premio "Germoglio d'arte"
| Cantante          | Registro | Nazione |
| ----------------- | -------- | ------- |
| Arianna Giuffrida | Soprano  | Italia  |

### VII edizione (2019)
Giuria
- (Presidente) Fiorenza Cedolins
- Fabrizio Bastianini, direttore d'orchestra e compositore
- Massimo Bonelli, regista
- Salvatore Cordella, tenore e direttore artistico del Festival delle Arti di Copertino
- Marcello Iozzia, segretario artistico del Teatro Massimo di Palermo
- Plamen Kartaloff, sovrintendente dell'Opera di Stato di Sofia
- Giovanna Lomazzi, vicepresidente AS.LI.CO. e casting manager del Teatro Sociale di Como
- Romualdo Savastano, maestro di tecnica vocale
- Gianni Tangucci, coordinatore artistico dell'Accademia del Maggio Musicale Fiorentino

Categoria A
| Cantante           | Registro     | Nazione | Premio                  |
| ------------------ | ------------ | ------- | ----------------------- |
| Pierpaolo Martella | Baritono     | Italia  | Primo premio            |
| Chiara Margarito   | Soprano      | Italia  | Secondo premio          |
| Luca Galli         | Baritono     | Italia  | Terzo premio (ex aequo) |
| Eleonora Filipponi | Mezzosoprano | Italia  | Terzo premio (ex aequo) |

Categoria Ruoli d'opera
| Cantante            | Registro     | Nazione | Ruolo        |
| ------------------- | ------------ | ------- | ------------ |
| Chiara Margarito    | Soprano      | Italia  | Cio Cio-san  |
| Eleonora Filipponi  | Mezzosoprano | Italia  | Suzuki       |
| Luca Galli          | Baritono     | Italia  | Sharpless    |
| Carlo Alberto Gioja | Basso        | Italia  | Lo zio Bonzo |

Premio "Germoglio d'arte"
| Cantante       | Registro | Nazione |
| -------------- | -------- | ------- |
| Floriana Cicio | Soprano  | Italia  |

### VIII edizione (2020)
Giuria
- (Presidente) José Carreras, tenore
- Fabrizio Bastianini, direttore d'orchestra, compositore e direttore artistico del Premio Fausto Ricci
- Nuccio Anselmo, direttore artistico SiciliArte Opera Management, Casting e Direttore artistico Sicilia Classica Festival.
- Renato Bonajuto, regista, direttore artistico dell'AMO (Accademia dei Mestieri dell'Opera), casting manager Fondazione Teatro Coccia di Novara
- Massimo Bonelli, regista teatrale
- Maria Chiara Camponeschi, soprano
- Salvatore Cordella, tenore e direttore artistico del Festival Internazionale delle Arti e Accademia “Germogli d'Arte” in Copertino
- Marco Impallomeni, Artist Manager - MCdomani
- Marcello Iozzia, segretario artistico Teatro Massimo di Palermo
- Plamen Kartaloff, director and stage director of the National Opera and Ballet – Sofia
- Augusto Lombardini, Artist Manager - Music Center
- Giovanna Lomazzi, vicepresidente del Teatro Sociale di Como/AsLiCo
- Andrea Merli, regista
- Elena Rizzo, casting manager Teatro Petruzzelli di Bari
- Gianni Tangucci, coordinatore artistico dell'Accademia del Maggio Musicale Fiorentino

Categoria A
| Cantante          | Registro | Nazione | Premio         |
| ----------------- | -------- | ------- | -------------- |
| Merkudinova Yulia | Soprano  | Ucraina | Primo premio   |
| Park Hyun-Seo     | Tenore   | Corea   | Secondo premio |
| Zhou Fan          | Soprano  | Cina    | Terzo premio   |

Premio "Germoglio d'arte"
| Cantante      | Registro | Nazione |
| ------------- | -------- | ------- |
| Oronzo D'Urso | Tenore   | Italia  |

Premio "Paolo Silveri"
| Cantante        | Registro | Nazione |
| --------------- | -------- | ------- |
| Gloria Giurgola | Soprano  | Italia  |

### IX edizione (2021)
Giuria
- (Presidente) José Carreras, tenore
- Corinne Baroni, Direttore Teatro Coccia di Novara
- Fabrizio Bastianini, direttore d'orchestra, compositore e Direttore Artistico del Premio Fausto Ricci di Viterbo
- Stefano Garau, Direttore artistico Ente Concerti “Marialisa De Carolis”, Teatro di Tradizione di Sassari
- Cecilia Gasdia, sovraintendente della Fondazione Arena di Verona
- Gianni Tangucci, Coordinatore artistico dell'Accademia del Maggio Musicale Fiorentino

Categoria A
| Cantante        | Registro | Nazione  | Premio          |
| --------------- | -------- | -------- | --------------- |
| Monica Conesa   | Soprano  | USA      | Primo premio    |
| Sabrina Sanza   | Soprano  | Italia   | Secondo premio  |
| Martina Tragni  | Soprano  | Italia   | Terzo premio    |
| Barbara Massaro | Soprano  | Italia   | Borsa di Studio |
| Airi Sunada     | Soprano  | Giappone | Borsa di Studio |

Premio "Germoglio d'arte"
| Cantante      | Registro | Nazione |
| ------------- | -------- | ------- |
| Sabrina Sanza | Soprano  | Italia  |

Premio "Paolo Silveri"
| Cantante                | Registro | Nazione |
| ----------------------- | -------- | ------- |
| Gonzalo Godoy Sepúlveda | Baritono | Cile    |

### X edizione (2022)
Giuria
- (Presidente) Rajna Kabaivanska, soprano
- Francesco Andolfi, Segretario artistico Teatro Regio di Torino
- Nuccio Anselmo, Direttore artistico SiciliArte Opera Management, Casting e Direttore artistico Sicilia Classica Festival
- Fabrizio Bastianini, direttore d'orchestra, compositore e Direttore Artistico del Premio Fausto Ricci di Viterbo
- Francesco Micheli, Direttore artistico del Festival Donizetti Opera organizzato dalla Fondazione Teatro Donizetti di Bergamo (assente)
- Eleonora Pacetti, Direttore Young Artist Program, Teatro dell'Opera di Roma (assente)

#### Categoria A
| Nominativo              | Registro | Nazione       | Premio                    |
| ----------------------- | -------- | ------------- | ------------------------- |
| Isidora Moles           | Soprano  | Italia        | Primo premio              |
| Chiara Mogini           | Soprano  | Italia        | Secondo Premio (ex aequo) |
| Donghyun Kim            | Tenore   | Corea del Sud | Secondo Premio (ex aequo) |
| Eduardo Martinez Flores | Baritono | Messico       | Terzo Premio              |

#### Categoria ruoli d'opera
| Nominativo              | Registro | Nazione       | Ruolo  |
| ----------------------- | -------- | ------------- | ------ |
| Donghyun Kim            | Tenore   | Corea del Sud | Canio  |
| Isidora Moles           | Soprano  | Italia        | Nedda  |
| Arianna Cimolin         | Soprano  | Italia        | Nedda  |
| Eduardo Martinez Flores | Baritono | Italia        | Silvio |
| (non assegnato)         |          |               | Peppe  |
| (non assegnato)         |          |               | Tonio  |

#### Premio "Le ali di Beatrice"
| Nominativo        | Registro | Nazione |
| ----------------- | -------- | ------- |
| Aleksandra Buczek | Soprano  | Italia  |

#### Premio del pubblico
| Nominativo          | Registro | Nazione |
| ------------------- | -------- | ------- |
| Giovanni Palminteri | Baritono | Italia  |

#### Premio Touring Club
| Nominativo    | Registro | Nazione |
| ------------- | -------- | ------- |
| Milan Perišić | Baritono | Serbia  |

### XI edizione (2023)
Giuria
- (Presidente) Giovanna Casolla, soprano
- Francesco Andolfi, Segretario artistico Teatro San Carlo di Napoli
- Renato Bonajuto, Regista, direttore artistico Asti lirica Teatro Alfieri
- Fabrizio Bastianini, direttore d'orchestra, compositore e Direttore Artistico del Premio Fausto Ricci
- Plamen Kartaloff, Director and stage director of the National Opera and Ballet – Sofia (assente)
- Sabino Lenoci, giornalista, critico musicale direttore della rivista L'Opera
- Lucia Napoli, mezzosoprano

#### Categoria A
| Nominativo        | Registro | Nazione | Premio                              |
| ----------------- | -------- | ------- | ----------------------------------- |
| Francesca Mannino | Soprano  | Italia  | Primo premio (Città di Viterbo)     |
| Yuliya Pogrebnyak | Soprano  | Ucraina | Secondo Premio (Fondazione Carivit) |
| Tigran Melkonyan  | Tenore   | Armenia | Terzo Premio (Lions Club Viterbo)   |

#### Categoria ruoli d'opera
In collaborazione con l'Associazione "Le Ali di Beatrice".
| Nominativo        | Registro     | Nazione | Ruolo           |
| ----------------- | ------------ | ------- | --------------- |
| Yuliya Pogrebnyak | Soprano      | Ucraina | Violetta        |
| Tigran Melkonyan  | Tenore       | Armenia | Alfredo         |
| Antonino Giacobbe | Baritono     | Italia  | Giorgio Germont |
| Erica Cortese     | Mezzosoprano | Italia  | Flora           |
| Marianna Mennitti | Soprano      | Italia  | Annina          |

#### Premio del pubblico
| Nominativo       | Registro | Nazione |
| ---------------- | -------- | ------- |
| Tigran Melkonyan | Tenore   | Armenia |

#### Premio Touring Club
| Nominativo       | Registro | Nazione |
| ---------------- | -------- | ------- |
| Tigran Melkonyan | Tenore   | Armenia |

#### Premio Vetus Urbs
| Nominativo          | Registro | Nazione |
| ------------------- | -------- | ------- |
| Cristina De Carolis | Soprano  | Italia  |